# Dětřichov u Frýdlantu (nádraží)
Dětřichov u Frýdlantu je bývalá úvraťová železniční stanice na zrušené úzkorozchodné trati, jež spojovala Frýdlant s Heřmanicemi. Stanice byla situována v severních partiích obce, přičemž železniční tratě do ní přicházely ze západní strany. Její provoz byl zahájen roku 1900, avšak krátce po jeho zahájení přibyla k dosavadním třem kolejím a dvěma kolejím manipulačním ještě vlečková kolej, která směřovala západním směrem až ke skladišti firmy Preibisch.

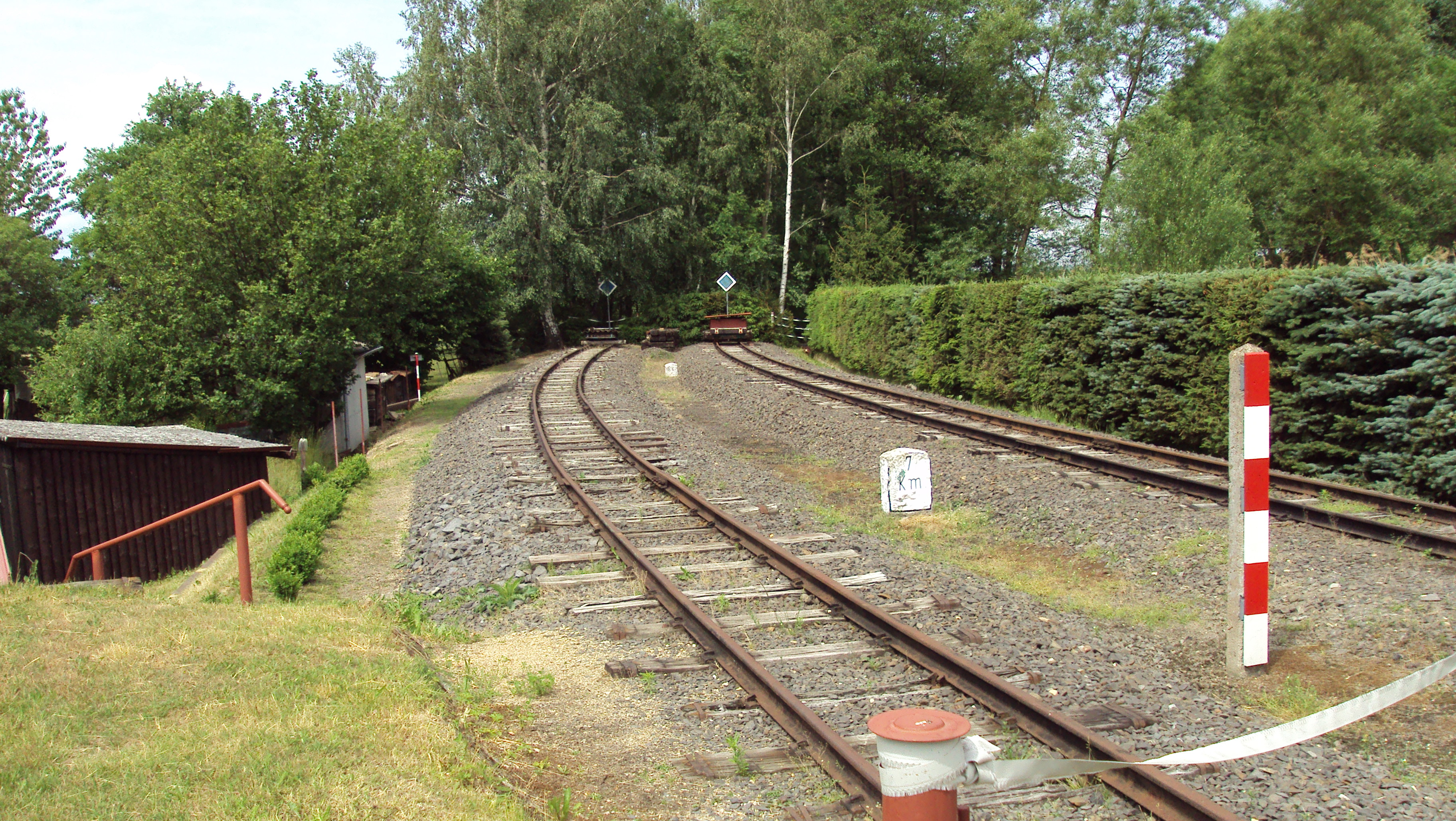
Rekonstruované pozůstatky kolejiště

Ve stanici byla zbudována přijímací budova s dopravní kanceláří, čekárnou a bytem, od níž západně stály toalety pro cestující a za nimi hrázděná kůlna pro potřeby údržby trati. Východně od přijímací budovy byla vyhloubena studna a za ní dřevěné skladiště s nájezdovou rampou. Za nimi ve dvacátých letech dvacátého století – u kusé koleje – postavila firma Stärz dřevěnou kůlnu pro uhlí. Roku 1942 došlo k rozšíření výpravní budovy přistavěním dalšího bytu.
Jižně od staniční budovy vedla drážka o rozchodu 600 mm, která spojovala dřevěné skladiště na východní straně stanice s areálem firmy Preibisch na západní straně stanice.
Stanice byla zrušena po ukončení provozu na trati v roce 1976. Zrekonstruované zbytky kolejiště zůstaly v zahradě domu číslo popisné 223 jižně od místního hřbitova.